# Custódio José Gomes Vilas Boas
Custódio José Gomes de Vilas Boas (ou Villasboas) (Alvelos, Barcelos, Abril de 1771 - Braga, 18 de Março de 1809), assassinado pela população, juntamente com Bernardim Freire de Andrade e Castro, general responsável pela defesa da Província do Minho, ambos acusados de “jacobinismo” e traição, por terem, alegadamente, abandonado os postos de defesa da província, face à temida invasão francesa sob o comando do Marechal Soult. Era sobrinho e afilhado de Custódio Gomes de Vilas Boas, Brigadeiro de Artilharia e lente na Real Academia de Marinha e, por esta razão, o seu percurso biográfico é, frequentemente, confundido com o do tio.
Foi promovido a Segundo Tenente do Real Corpo de Engenheiros, a 3 de Novembro de 1792, quando servia no Regimento de Artilharia da Província do Algarve. Em Abril de 1795, altura em que estava a ultimar os levantamentos da carta da Província de Entre Douro e Minho, foi promovido a Primeiro Tenente. Quatro anos depois, em Abril de 1799, quando viu aprovada a sua proposta para elaborar a Descrição Geográfica e Económica da Provincia do Minho, era já Capitão de Engenheiros, promovido em Fevereiro desse mesmo ano; em 1805, quando se dedicava às obras de encanamento do rio Lima, assinou uma planta das obras com o posto de Sargento-Mor de Engenheiros e, a partir de 1806, são conhecidas algumas referências que o qualificam como Major.
Em 1798, ano em que foi criada a Real Sociedade Marítima, Geográfica e Militar, Vilas Boas tornou-se num dos seus membros colaboradores, tendo apresentado aí, alguns trabalhos.
Também foi correspondente da Academia das Ciências de Lisboa, tendo composto uma memória que permaneceu manuscrita, intitulada Memoria sobre o modo mais vantajoso de remediar os inconvenientes das Prezas d’agoa para regar os campos, fazer os rios navegáveis, prevenir o seu areamento, profundar os Portos de Mar, e outros uzos.
Quando morreu em 1809, desempenhava o cargo de Quartel-Mestre do General Bernardim Freire de Andrade, preparando a defesa da Província de Entre Douro e Minho. A última referência a um posto militar, está no título da obra Cadastro da Província do Minho, datado de 1826, existente na Biblioteca Nacional, indicando Vilas Boas como “Tenente-Coronel de Engenheiros”.

## Trabalhos realizados
Mappa da Provincia d’Entre Douro e Minho levantado entre 1794-95
Cadastro da Província do Minho, levantado entre 1794-95
Mémoire sur les forces militaires de la province du Minho et de la Galice, avec des observations sur une guerre offensive et défensive em 1796
O plano, ou memória para a construção dos canais de rega de Nine,1796
Mappa da Provincia d’Entre Douro e Minho, completado em 1798
Exposição das observações astronómicas feitas no Porto para determinar a posição desta cidade [1799]
Plano para a Descrição Geográfica e Económica da Província do Minho aprovado em 1799 
Planta do projecto e estado presente das Obras de Encanamento do Rio Cávado em 1800 
Descripção Topographica da Commarcas Fronteiras da Província do Minho  em 1800 
Resposta aos Quesitos apresentados pelo Governador de Justiça do Porto [Visconde de Balsemão], em 1802
Desenho Topographico de huma porção do Conselho de Lindozo... em 1803
Planta das Obras Hidráulicas (...) no porto de Vianna em 1805 
Considerações sobre as praças e postos da Fronteira do Minho relativamente ao Estado Maior e Guarnição que lhe compete em tempo de paz em 1805
Planta da Villa de Barcellos para intelligencia de informação sobre o aquartelamento de hum Regimento de Cavallaria na ditta Villa em 1806
Planta do Rio Lima: onde se mostra os seus campos marginais e se localiza as comportas de S. Martinho, Pombas, Bolor, Fonte Santa e Boavista, 1807
Análise dos postos e comunicações da Província do Minho com a Galiza, bem como das gargantas dos Montes que prendem a Ribeira do Minho com a do Lima, com uma discussão breve sobre a defesa relativa, designando as avenidas que deve seguir a tropa em caso de retirada (s/d).
Memoria sobre o modo mais vantajoso de remediar os inconvenientes das Prezas d’agoa para regar os campos, fazer os rios navegáveis, prevenir o seu areamento, profundar os Portos de Mar, e outros uzos (s/d). 